# Гедик Ахмед паша
Гедик Ахмед паша (екзекутиран на 18 ноември 1482 г., Одрин) е велик везир на Османската империя (1474 – 1477), след което Капудан паша (1478 – 1480). Прозвището „гедик“ означава „строител на крепости“. Зет на Исхак паша.

## Произход и ранни години
Произхожда из благородните среди на сръбското деспотство, след което учи в Ендерун и служи като ичоглан.
При управлението на Мехмед II е първо бейлербей на Румелия от 1461 г, а след това и бейлербей на Анатолия от 1464 г. Гедик Ахмед паша се отличава във войната на османския султан Мехмед Завоевателя с Карамания. През 1471 г. той нанася тежко поражение на караманците.
През 1474 г. Гедик Ахмед паша е изпратен от султана с армия да завладее централните райони на Караманската държава в планината Тавър. Османските войски, изпратени по суша и море, прогонват венецианците от брега и превземат крепостите Ерменак, Менан и Силифке. Победеният и укрил се в планините карамански Махмуд бей (1464 – 1474) умира и в края на 1474 г. султан Мехмед Фатих назначава Гедик Ахмед паша за велик везир на Османската империя.

## Велик везир. Завоюване на Крим
През 1475 г. великият везир Гедик Ахмед паша е начело на морска експедиция срещу генуезките колонии в Крим, целяща завладяването им. Османците превземат градовете Кефе (Феодосия), Балаклава, Солдая (Судак) и Тана. Малкото княжество Теодоро е завладяно. Неговата столица Мангуп е превзета с щурм, опустошена и разрушена. Кримските татари, които живеят на полуострова, се подчиняват на върховната власт на Османската империя. Кримският хан Менгли I Герай е заловен и отведен в Константинопол от Гедик Ахмед паша, където се признава за васал на султан Мехмед Фатих и е изпратен обратно в Крим начело на нов османски флот, който превзема крепостта Куба, на входа към Азовско море и Анапа. Южната част на Крим става нова османска провинция, включва Тана (Азов), Куба и Анапа.

## Капудан паша
През 1477 г. Гедик Ахмед паша е уволнен от султана. За нов велик везир е назначен Караманли Мехмед паша, а Гедик Ахмед паша получава поста на „капудан паша“ и като такъв и едновременно санджакбей на Вльора окончателно завладява и присъединява албанските земи към Османската империя, с изключение на Дуръс (от 1501 г.).

### Презморски поход в Италия
През 1479 г. султан Мехмед Фатих обявява война на Неаполитанското кралство и Миланското херцогство. Съгласно султанския указ Гедик Ахмет паша със силна армия окупира Кефалония и Занта, с което слага край на Графство Кефалония и Закинтос.
На 11 август 1480 г. Гедик Ахмет паша начело на османски флот със силна османска армия акостира на Апенините и започва обсада на Отранто. Превземането на Отранто развълнува силно цяла Европа, а Папската държава започва да готви нов голям кръстоносен поход срещу турците. Османският пълководец Гедик Ахмед паша обаче не продължава да настъпва в Италия, а се укрепва в Отранто.

### Участие в междуособната война за наследник на трона
През пролетта на 1481 г., след смъртта на султан Мехмед Фатих, започва ожесточена борба за власт между неговите синове Баязид, управител на Амасия, и Джем – управител на Коня. През май 1481 г. Баязид влиза в Константинопол и се прогласява за новия султан. По заповед на новия султан от Отранто е отзован опитният военачалник Гедик Ахмед паша, който преди това е бил лала (учител) на Джем.
Гедик Ахмед паша подкрепя султан Баязид в междуособната борба за власт с по-малкия му брат Джем. През юни 1481 г. на страната на Баязид Гедик Ахмед паша участва в битката при Йенишехир, където претендентът Джем е победен, а през следващата 1482 г. Абдула, най-големият син на новия султан, и Гедик Ахмед паша отблъскват армията на Джем и непокорния карамански принц Касъм от Коня. През юли 1482 г. Джем бяга и се укрива на остров Родос под закрилата на рицарите.

## Екзекуция
На 18 ноември 1482 г., след голям пир в Одрин, Гедик Ахмед паша е арестуван и екзекутиран по формално обвинение заради тежките османски загуби по време на обсадата на Мангуп в Крим. Реално причина за екзекуцията на Гедик Ахмед паша е опозицията на Гедик Ахмед паша срещу прекомерните османски отстъпки към Венецианската република; изоставянето на Отранто; започването на унизителни преговори за откупване на Джем; неприемането с тъст му Исхак паша на Мустафа паша, любимец на Баязид и т.н., все несъгласия които Гедик Ахмед паша изразява откровено, особено в нетрезво състояние, вкл. и пред новия султан. Най-важната причина за екзекуцията е, че Гедик Ахмед паша е любимецът на еничарите.